# Knollen-Gänsedistel
Die Knollen-Gänsedistel (Sonchus bulbosus) ist eine Pflanzenart aus der Gattung Gänsedisteln (Sonchus) innerhalb der Familie der Korbblütler (Asteraceae).

## Beschreibung

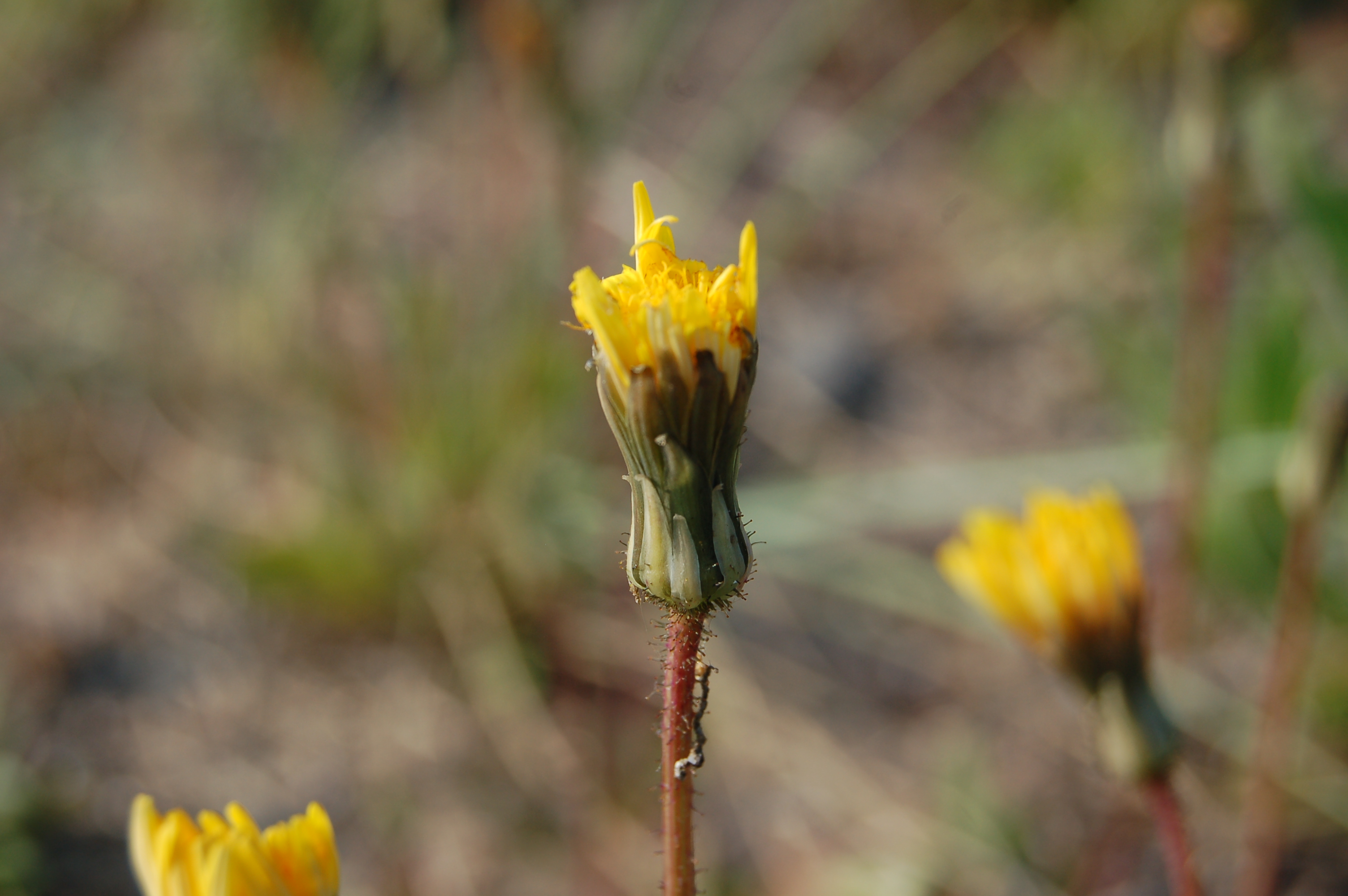
Blütenkorb

### Vegetative Merkmale
Die Knollen-Gänsedistel ist eine ausdauernde krautige Pflanze, die Wuchshöhen von 10 bis 50 Zentimetern erreicht. Ihr Rhizom „trägt“ weißliche, bei einem Durchmesser von 5 bis 15 Millimetern kugelige Knollen.
Die Laubblätter sind alle grundständig oder höchstens einzeln bis zu zweit an der Basis der ein bis drei Stängel. Die Blattspreiten sind meist kahl, graugrün und schwach buchtig gezähnt bis gelappt. Die Grundblätter sind 1 bis 25 Zentimeter lang und 4 bis 35 Millimeter breit, elliptisch bis eiförmig, meist spitz, am Grunde allmählich in den Blattstiel verschmälert.

### Generative Merkmale
Die Blütezeit reicht von Februar bis Juni. Am Ende des Stängels steht ein Blütenkorb mit gelben Zungenblüten. Die Blütenkorbhülle ist 8 bis 16 Millimeter lang und 3 bis 12 Millimeter breit. Die Hüllblätter sind lanzettlich, dachziegelig angeordnet und tragen schwärzliche, auf den Stängel übergehende Drüsenhaare.
Die Pappushaare sind einfach und weiß.
Die Chromosomenzahl ist 2n = 18.

## Vorkommen
Die Knollen-Gänsedistel kommt im Mittelmeerraum, in Vorderasien und auf den Azoren vor.
Sie wächst an Sandstränden, auf Äckern und auch auf sandigen Standorten der Garigue.

## Systematik
Die Erstveröffentlichung erfolgte 1753 unter dem Namen (Basionym) Leontodon bulbosus durch Carl von Linné in Species Plantarum, Tomus II, Seite 798. Die Neukombination zu Sonchus bulbosus  (L.) N.Kilian & Greuter wurde erst 2003 durch Norbert Kilian und Werner Greuter als in Willdenowia, Volume 33, Seite 237 veröffentlicht. Weitere Synonyme für Sonchus bulbosus  (L.) N.Kilian & Greuter sind: Crepis bulbosa  (L.) Tausch, Aetheorhiza bulbosa (L.) Cass.
Je nach Autor gibt es etwa drei Unterarten:
- Sonchus bulbosus  (L.) N.Kilian & Greuter subsp. bulbosus: Sie ist im Mittelmeerraum mit Nordafrika und auf der Azoreninsel Terceira sowie an den Küsten Westeuropas verbreitet.[3] Nordwärts erreicht sie in Frankreich das Gebiet von Lorient.[4] Die Blütenkorbhülle ist 13 bis 16 Millimeter lang und die Hüllblätter sind 2 Millimeter breit und plötzlich in eine Spitze zusammengezogen. Die Achänen sind 3 bis 4,5 Millimeter lang.[4]
- Sonchus bulbosus subsp. microcephalus (Rech.f.) N.Kilian & Greuter (Syn.: Aetheorhiza bulbosa subsp. microcephala Rech. f.): Sie kommt in Griechenland, in der Ägäis, der europäischen und asiatischen Türkei, in Kreta, Zypern, in Syrien und im Libanon vor.[3] Die Blütenhülle ist 8 bis 11 Millimeter lang, die Hüllblätter sind linealisch, 1,5 bis 2 Millimeter breit und plötzlich in eine Spitze zusammengezogen. Die Achänen sind 4 bis 4,5 Millimeter lang.[4]
- Sonchus bulbosus subsp. willkommii (Burnat & Barbey) N.Kilian & Greuter (Syn.: Crepis willkommii Burnat & Barbey, Aetheorhiza bulbosa subsp. willkommii (Burnat & Barbey) Rech.f.): Sie kommt nur auf den Balearen vor.[3] Die Hüllblätter sind bei einer Breite von nur 1 bis 1,8 Millimetern schmal-linealisch und breit und an der Spitze allmählich verschmälert. Die Achänen sind etwa 5 Millimeter lang.[4]

## Nutzung
Die Knollen-Gänsedistel wurde wegen der knollig angeschwollenen Rhizome als Mittel gegen Kropf angesehen.